# Prudki (obwód miński)
Prudki (biał. Прудкі, ros. Прудки) – wieś na Białorusi, w rejonie łohojskim obwodu mińskiego, w sielsowiecie Hajna.

## Geografia
Miejscowość leży na wschód od Liszczyc, na południe od wsi Terechy (Cierachy), na zachód od dawnej wsi Hani oraz wsi Kozyry i Słahawiszcza, na północ od Kuzewicz.

## Historia
W XIX w. wieś Prudki znajdowała się w powiecie borysowskim guberni mińskiej, w gminie Hajna. Po traktacie ryskim miejscowość znalazła się w granicach Białoruskiej SRR, a od 1991 r. – w niepodległej Białorusi.